# Gmina Bugojno
Gmina Bugojno (bośn. Općina Bugojno) – gmina w Bośni i Hercegowinie, w kantonie środkowobośniackim. W 2013 roku liczyła 31 470 mieszkańców.